# Бильбао Атлетик
«Бильбао Атлетик» (баск. и исп. Bilbao Athletic) — баскский футбольный клуб из города Бильбао, в провинции Бискайя, резервная команда клуба «Атлетик Бильбао», и ранее назывался «Атлетик Бильбао Б». Резервные команды в Испании выступают в тех же лигах, что и главные команды, но резервные команды не могут выступать в одном дивизионе с главной командой, в связи с этим «Бильбао Атлетик» не может выступать в Примере, пока там играет «Атлетик Бильбао».

## История
Клуб основан в 1964 году, гостей принимает на арене «Инсталационес Атлетик Бильбао», вмещающей 2 000 зрителей. Клуб никогда не поднимался в Примеру, лучшим результатом «Бильбао Атлетик» в чемпионате Испании является второе место в Сегунде в сезоне 1983/84. Так же как в «Атлетик Бильбао», в «Бильбао Атлетик» играют исключительно футболисты баскского происхождения.

## Прежние названия
- 1964—1992 — «Бильбао Атлетик»
- 1992—2007 — «Атлетик Бильбао B»
- 2007— «Бильбао Атлетик»

## Сезоны по дивизионам
- Сегунда — 14 сезонов (1969/70, 1983-88, 1989-96, 2015/16)
- Сегунда B — 27 сезонов (1977-83, 1988/89, 1996—2015)
- Терсера — 10 сезонов (1966-69, 1970-77)
- Региональная лига — 2 сезон (1964-66)

## Достижения
- Сегунда B
  - Победитель (2): 1982/83, 1988/89
- Терсера
  - Победитель: 1965/66